# Jessica Julin
Jessica Julin, född 6 december 1978 i Jakobstad, är en finländsk fotbollsspelare (mittfältare). Hon spelade flera säsonger i Damallsvenskan för Umeå IK, Kopparbergs/Göteborg FC, AIK och Stattena IF. Julin debuterade i Finlands damlandslag i fotboll 1997 mot Norge och spelade i EM 2005 och 2009. Hon är sedan 2011  huvudtränare för division 2-laget IF Böljan.
Jessica Julin är finlandssvensk.

## Klubbar som spelare
Juniorklubbar
- Into (moderklubb)
- FF Jaro

Seniorklubbar
- GBK
- FC United
- Umeå IK
- South Carolina Gamecocks
- Umeå IK
- Kopparbergs/Göteborg FC
- AIK
- Stattena IF
- Alingsås KIK

## Klubbar som tränare
- Jitex BK (assisterande tränare)
- IF Böljan (huvudtränare)
- Hovås Billdal (huvudtränare)
- Alingsås KIK (Fotbollsutvecklare)

## Meriter
- Guld i UEFA Women's Cup 2004
- EM 2005 (semifinalförlust mot Tyskland)
- EM 2009 (kvartsfinalförlust mot England)
- 118 landskamper
- 4 landslagsmål